# Bloody Stream
Singles par JoJo's Bizarre Adventure
JoJo (Sono Chi no Sadame)
(2014) Stand Proud
(2014)
Bloody Stream, stylisé en majuscules, est une chanson de Coda, paru en 2013. Il s'agit de l'opening de Battle Tendency, deuxième partie de la première saison de l'anime JoJo's Bizarre Adventure.

## Composition
Bloody Stream est influencé par le jazz fusion, avec un rythme enjoué et entraînant. La voix de Coda, « rauque mais brillante », contribue à la réussite du single. Après un premier opening, JoJo (Sono Chi no Sadame), au ton épique et sérieux, Bloody Stream est davantage joyeux et insouciant, à l'image du nouveau JoJo, Joseph Joestar.

## Opening
L'opening, très coloré, s'ouvre sur un Joseph Joestar déterminé, se dirigeant vers l'objectif. La scène suivante montre les hommes du pilier, les antagonistes principaux de la partie, se tenant devant des flammes puis pétrifiés dans la pierre. Un autre plan dévoile des personnages secondaires tels que Erina Joestar ou Smokey Brown. Caesar Zeppeli, précieux allié de Joseph, fait son apparition en effectuant de nombreux coups avant d'être rejoint par son compère; les deux silhouettes s'affrontant amicalement. L'animation se poursuit et Lisa Lisa, dénudée, flotte mystérieusement au milieu de roses. La transition dévoile la Pierre rouge d'Aja, objet des convoitises, que plusieurs mains tentent en vain de s'accaparer. Speedwagon, Suzie Q ou encore Stroheim viennent s'ajouter à la présentation des personnages. 
Tandis que le rythme s'accélère, les hommes du pilier sont montrés en train d'attaquer avec quelques-unes de leurs facultés spéciales puis se tenant sur un rocher en hauteur tandis que Joseph et Caesar, en contrebas, se préparent à les affronter. L'opening se clôt alors que Joseph enfile le bandeau de Caesar avant de pousser un cri plein de détermination.

## Classements hebdomadaires
| Classement (2013)               | Meilleure position |
| ------------------------------- | ------------------ |
| Japon (Billboard Japan Hot 100) | 7                  |
| Japon (Top Singles Sales)       | 3                  |
| Japon (Hot Animation)           | 2                  |